# أمسطاس
أمسطاص هي قرية جزائرية تقع في بلدية بوزقزة قدارة - دائرة بودواو - ولاية بومرداس، 